# Евридика (нереида)
Вижте пояснителната страница за други значения на Евридика.
Евридика (на старогръцки: Εὐρυδίκη; Eurydike; на латински: Eurydice) в гръцката митология е нереида, една от 50-те дъщери на Нерей и на океанидата Дорида, дъщерята на титана Океан и Тетида. Тя се води в каталога на нереидите на Хигин Митограф.